# Unterrichtsgarantie
Die Unterrichtsgarantie bzw. die Unterrichtsgarantie (plus) ist ein Konzept der hessischen Landesregierung zur Vermeidung von Unterrichtsausfällen an den allgemeinbildenden Schulen.

## Unterrichtsgarantie

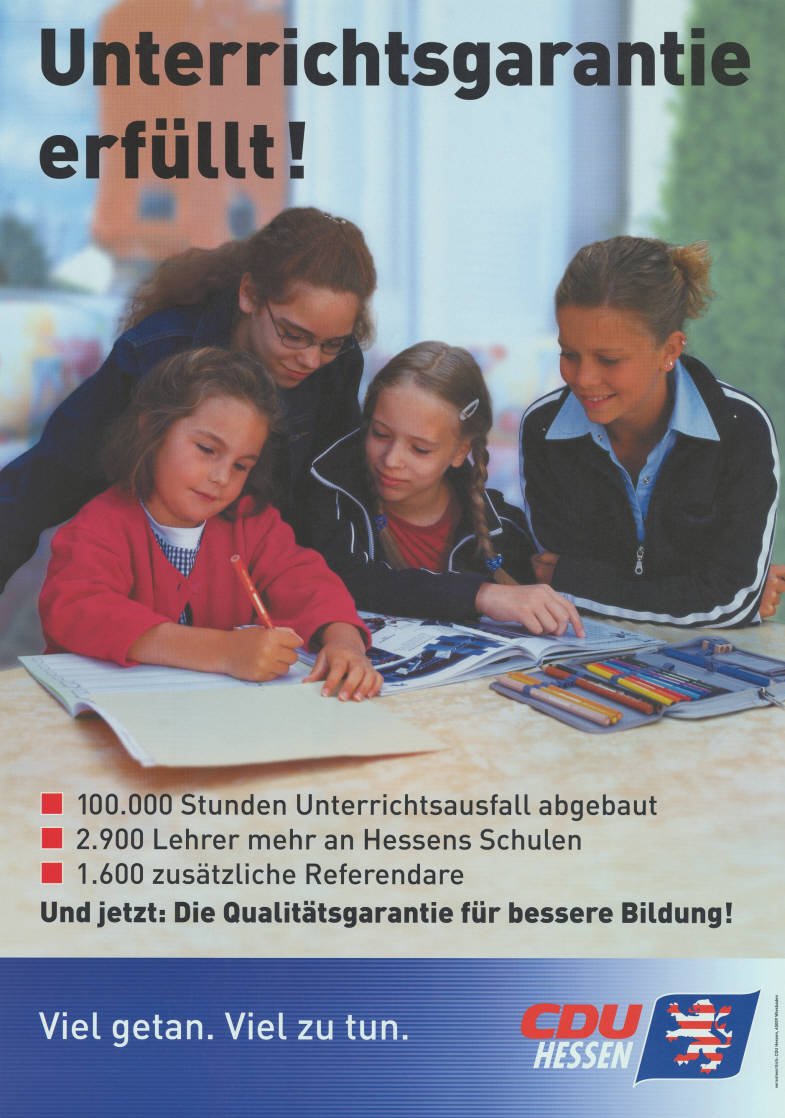
Wahlplakat der CDU zur Landtagswahl in Hessen 2003

Die hessische CDU hat, noch als Oppositionspartei, die Unterrichtsausfälle an hessischen Schulen, die bis zu 10 % der Stundentafel ausmachten, kritisiert und als Abhilfe im Landtagswahlkampf 1999 die Unterrichtsgarantie als eines der zentralen Wahlkampfversprechen vorgestellt. Tragender Gedanke des Konzeptes der Unterrichtsgarantie war es, eine verlässliche Schule anzubieten, d. h. die Garantie, dass die Schüler nicht wegen Unterrichtsausfällen vorzeitig nach Hause geschickt werden. Dies sollte die Vereinbarkeit von Kindern und Arbeit für die Mütter erleichtern.
Nach der Landtagswahl 1999 konnte die CDU gemeinsam mit der FDP eine Regierung bilden. Es wurden daraufhin 3000 zusätzliche Lehrerstellen geschaffen, von denen allerdings wegen der später eingeführten Arbeitszeitverlängerung der hessischen Beamten ca. 1200 Stellen wieder entfielen.
Die Opposition kritisierte diese Politik als gescheitert und wies darauf hin, dass, trotz der spürbar verbesserten Schüler/Lehrer-Relation und der nun nominell vollständig abgedeckten Stundentafel, weiterhin Unterrichtsausfälle (wenn auch in deutlich geringerem Umfang) z. B. wegen Krankheit der Lehrer zu beklagen seien. Die „Garantie“ sei daher nicht eingelöst worden.

## Unterrichtsgarantie (plus)
Nachdem die CDU bei der Landtagswahl 2003 eine absolute Mehrheit erreichen konnte, wurde, als Reaktion auf die weiterhin stattfindenden Unterrichtsausfälle, im hessischen Kultusministerium unter der Leitung der Kultusministerin Karin Wolff das Konzept der Unterrichtsgarantie (plus) entwickelt.
Diese gilt seit dem Schuljahr 2006/07 und soll, wie auch schon die Unterrichtsgarantie, sicherstellen, dass keine Unterrichtsstunde in den Klassen 1 bis 10 am Vormittag (d. h. in den laut Stundenplan der einzelnen Schülern ausgewiesenen Schulstunden innerhalb der 6 Stunden des Vormittages) in den Schulen des Landes Hessen mehr ausfallen.
Das Konzept sieht vor, dass die Schulen pro Vollzeitlehrerstelle 1000 € für Vertretungen erhalten und diesen Betrag – mit einigen Einschränkungen – eigenverantwortlich einsetzen können. Dazu sollen die Schulen so genannte Vertretungspools bilden. In diese Vertretungspools sollen Personen gelangen, die entweder die Schüler betreuen können oder eventuell auch unterrichten können. Wer jeweils wofür qualifiziert ist, soll der Schulleiter oder die Schulleiterin entscheiden. Entsprechend der Qualifikation sollen die Personen aus dem Vertretungspool unterschiedliche Besoldungen per Arbeitsvertrag (keine BAT-Verträge) erhalten. Unterrichtet werden sollen die Schüler durch das – gegebenenfalls qualifizierte – Vertretungspersonal, in dem sich diese anhand eines von den ausgebildeten Lehrern zusammengestellten „Materialpools“ bedienen. In diesem Materialpool sollen sich Unterrichtsmaterialien befinden, die jeder Person erlauben, in einem jeden Fach ohne große Vorbereitung und Ausbildung in jeder beliebigen Klasse, Jahrgangsstufe und Schulform eine gute Unterrichtsstunde zu halten.
Die Schüler sollen, fällt einer ihrer regulären Lehrer kurzfristig (d. h. bis zu 5 Wochen) wegen Erkrankung aus, für die ersten beiden Fachstunden eine Betreuung erhalten. Ab der dritten ausfallenden Fachstunde soll dann tatsächlich auch „Fachunterricht“ erteilt werden. Dieser Unterricht soll z. T. von den regulären Lehrkräften (wie bisher) und eben von den Personen, die sich als Vertretungspool-Mitglieder auf Abruf zur Verfügung gestellt haben, erteilt werden. „Fachunterricht“ bedeutet dabei jedoch nicht, dass das tatsächlich entfallene Fach unterrichtet werden muss.
Dieses Vorhaben wurde von Opposition, der GEW und einer Reihe von Schulleitern heftig kritisiert. Insbesondere die Möglichkeit, auch Personen ohne pädagogische Ausbildung einzusetzen (z. B. Handwerker, Sportübungsleiter, Eltern, Pensionäre, Nicht-Lehramt-Studenten) wurde u. a. mit dem Hinweis angeprangert, dass man auch keine Metzger in der Chirurgie einsetze.
Jedoch wird gemäß § 30a bzrg ein Erweitertes Führungszeugnis vom Schulamt beansprucht.
Im Juni 2006 kündigte Karin Wolff aufgrund von Protesten von Schulleitern gegen dieses Konzept an, diese im Falle der Weigerung strafzuversetzen.

## Verlässliche Schule
Im Wahlkampf zur Landtagswahl in Hessen 2008 spielte die Schulpolitik eine erhebliche Rolle. Die damaligen Oppositionsparteien SPD, Bündnis 90/Die Grünen und Die Linke kündigten für den Fall eines Wahlsieges die Abschaffung der Unterrichtsgarantie (plus) an.
Im Juni 2008 wurde das hessische Schulgesetz mit den Stimmen von rot-rot-grün verändert. Der angenommene Gesetzesentwurf der SPD-Fraktion sah vor, die Unterrichtsgarantie (also die Garantie der Einhaltung der Stundentafel) durch eine "Gewährleistung einer verlässlichen Schulzeit mindestens zwischen 08:00 und 13:00 Uhr zu ersetzen. Diese Regelung wurde durch CDU und FDP sowie im Rahmen der Anhörung im Landtag als starr und unflexibel bewertet.
So kritisierte z. B. der Unternehmerverband VhU: „Der strenge Zeitkorridor verpflichtet die Schulen unnötig zu mehr Aufwand und höheren Kosten, da sie unabhängig von den Stundenplanen feste Betreuungszeiten garantieren müssen.“ und führt als Beispiel eine Klasse auf, die 25 Stunden Wochenunterricht hat. Die Schule müsse hier zusätzlich weitere 5 Stunden Betreuung garantieren. Müssen wegen der Stundenplanung zwei Unterrichtsstunden auf einen Nachmittag gelegt werden, kommen zwei weitere Betreuungsstunden hinzu.
Der hoch umstrittene Einsatz von Lehrkräften ohne Lehramtsstudium wird im Gesetz hingegen bestätigt und in § 86 Abs. 6 Hessisches Schulgesetz konkretisiert.

## Entwicklung der Schüler/Lehrer-Relation
Gemäß den Angaben des Hessischen Landesamtes für Statistik haben sich Schüler- und Lehrerzahlen an den allgemeinbildenden Schulen in Hessen wie folgt entwickelt:
| Schuljahr | Schülerzahl | Lehrerzahl |
| --------- | ----------- | ---------- |
| 1999/2000 | 695.342     | 43.740     |
| 2000/2001 | 697.159     | 44.016     |
| 2001/2002 | 698.945     | 45.021     |
| 2002/2003 | 701.289     | 45.832     |
| 2003/2004 | 704.016     | 47.093     |
| 2004/2005 | 702.804     | 45.302 (*) |
| 2005/2006 | 701.057     | 45.388     |
| 2006/2007 | 694.535     | 46.619     |
| 2007/2008 | 680.430     | 47.328     |
| 2008/2009 | 674.677     | 48.308     |
| 2009/2010 | 668.365     | 49.878     |
| 2010/2011 | 659.981     | 50.176     |

(*) Aufgrund der Arbeitszeitverlängerung für hessische Beamte steigt die Stundenzahl pro Lehrerstelle ab 2004 um 2 Stunden pro Lehrer.

## Grad der Zustimmung durch die Betroffenen
Im November 2006 befragte der Hessische Rundfunk 5000 Schulleiter, Schulelternbeiräte und Schulsprecher aller hessischen Schulen. Wesentliche Ergebnisse der Studie waren:
- 73 % der Befragten befürworten die Unterrichtsgarantie Plus
- 62 % sind der Meinung, die Aushilfslehrer böten Fachunterricht
- 76 % sind der Meinung, die Aushilfslehrer stoßen auf Akzeptanz

Detailergebnisse:
Gesamtheit:
- 62 % sind der Meinung, dass Uplus-Kräfte häufig/immer Fachunterricht erteilen
- 38 % sind der Meinung, dass Uplus-Kräfte selten/nie Fachunterricht erteilen

Eltern:
- 57 % der Eltern sind der Meinung, dass viele/nur qualifizierte Kräfte gefunden wurden
- 43 % der Eltern sind der Meinung, dass kaum/keine qualifizierte Kräfte gefunden wurden

- 75 % der Eltern sind der Meinung, dass Uplus-Kräfte akzeptiert werden
- 25 % der Eltern sind der Meinung, dass Uplus-Kräfte nicht akzeptiert werden

Schulleiter:
- 75 % der Schulleiter sind der Meinung, dass Uplus-Kräfte akzeptiert werden
- 25 % der Schulleiter sind der Meinung, dass Uplus-Kräfte nicht akzeptiert werden

- 29 % der Schulleiter sind der Meinung, dass sie viele/nur qualifizierte Kräfte gefunden haben
- 71 % der Schulleiter sind der Meinung, dass sie kaum/keine qualifizierte Kräfte gefunden haben

- 09 % der Schulleiter fühlen sich mit dem Verwaltungsaufwand nicht überlastet
- 91 % der Schulleiter fühlen sich mit dem Verwaltungsaufwand überlastet

Schüler:
- 22 % der Schüler sind der Meinung, dass Uplus-Kräfte akzeptiert werden
- 78 % der Schüler sind der Meinung, dass Uplus-Kräfte nicht akzeptiert werden

- 58 % der Schüler sind der Meinung, dass viele/nur qualifizierte Kräfte gefunden wurden
- 42 % der Schüler sind der Meinung, dass kaum/keine qualifizierte Kräfte gefunden wurden